# Condado de Lea
O Condado de Lea é um dos 33 condados do Estado americano do Novo México. A sede do condado é Lovington, e sua maior cidade é Lovington. O condado possui uma área de 11 380 km² (dos quais 3 km² estão cobertos por água), uma população de 55 511 habitantes, e uma densidade populacional de 5 hab/km² (segundo o censo nacional de 2000). O condado foi fundado em 1917.